# A Fazenda 2
A Fazenda 2 foi a segunda temporada do reality show brasileiro A Fazenda, produzida pela Rede Record do programa original sueco The Farm, estreou no dia 15 de novembro de 2009 estrelando 14 novos famosos; Foi apresentada pelo jornalista e apresentador Britto Júnior e reportagens de Chris Couto. A direção foi a cargo de Rodrigo Carelli, Bruno Gomes, Chica Barros e Rogerio Farah.
A vencedora da temporada foi a atriz e modelo Karina Bacchi, que enfrentou o também ator e modelo André Segatti na final do programa. Karina recebeu 1 milhão de reais sem descontos e André foi premiado com um carro por seu segundo lugar.

## Formato
- Fazendeiro da Semana: O Fazendeiro da Semana é o responsável por delegar as tarefas na Fazenda durante uma semana, ficando imune neste período.[3] Além disso, tem a obrigação de indicar um dos três competidores que vão para o "Tá na Roça". Quando o reality está próximo do fim, somente dois peões vão para a "Roça", assim, o fazendeiro vota normalmente.[4] Em A Fazenda 2, o cargo só pode ser de um dos dois participantes sobreviventes ao "Tá na Roça". Mas desde a quarta semana são dadas aos participantes atividades, em que são usados métodos sem os peões saberem que os dão a chance de concorrer ao cargo, estipulado, finalmente, pelo eliminado. A partir da décima primeira semana o posto de Fazendeiro é extinto e cada um dos quatro finalistas deve realizar as tarefas diárias da Fazenda na reta final do programa.
- Desafio Semanal: Na terça-feira era realizada uma prova com todos os competidores, exceto o Fazendeiro da Semana. O Desafio Semanal (realizado no campo de provas) pode testar a habilidade, destreza, inteligência ou até mesmo a sorte dos competidores. O perdedor do desafio está automaticamente indicado para o "Tá na Roça".[5]
- Tá na Roça: Toda semana, participantes eram indicados ao Tá na Roça e passavam pela votação do público. O telespectador era quem escolhia qual celebridade seria eliminada por meio de votação, que era realizada por telefone, SMS e Internet.[6]

1. O primeiro indicado era o perdedor do "Desafio Semanal", que além de sempre dar início às votações, funciona como voto de Minerva em caso de empate.
2. Por meio de voto aberto, os competidores elegem o segundo indicado para a "Roça", com exceção do "Fazendeiro da Semana". Todos devem votar e justificar o seu voto. O Fazendeiro e o participante já indicado pela perda no Desafio não podem ser votados.[7]
3. O terceiro indicado era eleito pela indicação do Fazendeiro, que anunciava, a seu critério, o último competidor que disputaria a "Roça".

- Eliminação: Um participante é eliminado do programa toda semana. Os indicados a Roça despedem-se de seus companheiros na sede e dirigem-se ao campo de eliminação, onde encontram-se com o apresentador.[8] Após o anúncio da eliminação, o eliminado reencontra-se com amigos e familiares que o esperam do lado de fora.[9]

## Transmissão
Nesta temporada, a Rede Record decidiu utilizar o sistema Pay-Per-View para uma transmissão diária de 24 horas do programa.

## Participantes

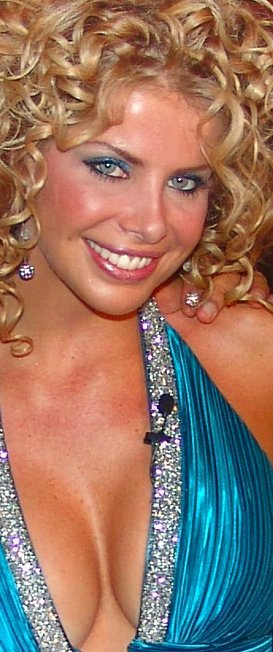
Karina Bacchi, vencedora da segunda temporada.

Abaixo a lista dos participantes desta edição, com as ocupações listadas pelo site oficial do programa e com as respectivas idades durante o início das gravações.
| Participante                                         | Profissão                                                               | Equipe                                 | Resultado                               |
| ---------------------------------------------------- | ----------------------------------------------------------------------- | -------------------------------------- | --------------------------------------- |
| Karina Bacchi 33 anos, São Manuel - SP               | Atriz e modelo                                                          | Ovelha                                 | Vencedora em 10 de fevereiro de 2010    |
| André Segatti 37 anos, São Paulo - SP                | Modelo e ator                                                           | Avestruz                               | 2º lugar em 10 de fevereiro de 2010     |
| Mateus Rocha 35 anos, Niterói - RJ                   | Ator e músico                                                           | Ovelha                                 | 12º eliminado em 7 de fevereiro de 2010 |
| Igor Cotrim 35 anos, São Paulo - SP                  | Ator e músico                                                           | Ovelha                                 | 11º eliminado em 31 de janeiro de 2010  |
| MC Leozinho 32 anos, Niterói - RJ                    | Cantor e compositor                                                     | Avestruz                               | 10º eliminado em 24 de janeiro de 2010  |
| Cacau Melo 25 anos, Rio de Janeiro - RJ              | Atriz                                                                   | Avestruz                               | 9ª eliminada em 17 de janeiro de 2010   |
| Sheila Mello 31 anos, São Paulo - SP                 | Atriz e dançarina                                                       | Ovelha                                 | 8ª eliminada em 10 de janeiro de 2010   |
| Caco Ricci 31 anos, São Paulo - SP                   | Modelo                                                                  | Avestruz                               | 7º eliminado em 3 de janeiro de 2010    |
| Maurício Manieri 39 anos, São Bernardo do Campo - SP | Músico                                                                  | Avestruz                               | 6º eliminado em 27 de dezembro de 2009  |
| Fernando Scherer (Xuxa) 35 anos, Florianópolis - SC  | Atleta e empresário                                                     | Ovelha                                 | 5º eliminado em 20 de dezembro de 2009  |
| Andressa Oliveira 21 anos, Quirinópolis - GO         | Modelo e atriz                                                          |                                        | 4ª eliminada em 13 de dezembro de 2009  |
| Adriana Bombom 35 anos, Rio de Janeiro - RJ          | Atriz, dançarina, apresentadora de TV e empresária                      | 3ª eliminada em 6 de dezembro de 2009  |                                         |
| Maria João Abujamra 28 anos, São Paulo - SP          | Atriz, repórter e empresária                                            | 2ª eliminada em 29 de novembro de 2009 |                                         |
| Ana Paula Oliveira 31 anos, Hortolândia - SP         | Técnica em administração, bandeirinha, jornalista e apresentadora de TV | 1ª eliminada em 22 de novembro de 2009 |                                         |

## Histórico
|                       |                       | Sem 1                              | Sem 2                            | Sem 3                             | Sem 4                              | Sem 5                             | Sem 6                              | Sem 7                             | Sem 8                              | Sem 9                              | Sem 10                             | Sem 11                             | Sem 12                             | Sem 13                 | Votos recebidos |
| Final                 |                       | Sem 1                              | Sem 2                            | Sem 3                             | Sem 4                              | Sem 5                             | Sem 6                              | Sem 7                             | Sem 8                              | Sem 9                              | Sem 10                             | Sem 11                             | Sem 12                             |                        | Votos recebidos |
| --------------------- | --------------------- | ---------------------------------- | -------------------------------- | --------------------------------- | ---------------------------------- | --------------------------------- | ---------------------------------- | --------------------------------- | ---------------------------------- | ---------------------------------- | ---------------------------------- | ---------------------------------- | ---------------------------------- | ---------------------- | --------------- |
| Fazendeiro da Semana  | Fazendeiro da Semana  | Andressa                           | Mateus                           | Igor                              | Cacau                              | MC Leozinho                       | Sheila                             | MC Leozinho                       | Cacau                              | MC Leozinho                        | Igor                               | (nenhum)                           | (nenhum)                           | (nenhum)               |                 |
| Indicado (Desafio)    | Indicado (Desafio)    | Sheila                             | Maria João                       | Bombom                            | Andressa                           | Caco                              | Cacau                              | Cacau                             | André                              | Cacau                              | Karina                             | Igor Karina Mateus                 | André Karina Mateus                | (nenhum)               |                 |
| Indicado (Peões)      | Indicado (Peões)      | Ana Paula                          | Igor                             | Caco                              | Igor                               | André                             | Maurício                           | Igor                              | Sheila                             | Mateus                             | André                              | (nenhum)                           | André Karina Mateus                | (nenhum)               |                 |
| Indicado (Fazendeiro) | Indicado (Fazendeiro) | Mateus                             | Xuxa                             | Cacau                             | Mateus                             | Xuxa                              | Karina                             | Caco                              | Karina                             | Karina                             | MC Leozinho                        | (nenhum)                           | André Karina Mateus                | (nenhum)               |                 |
|                       |                       |                                    |                                  |                                   |                                    |                                   |                                    |                                   |                                    |                                    |                                    |                                    |                                    |                        |                 |
|                       | Karina                | Cacau                              | Caco                             | Xuxa                              | André                              | André                             | Maurício                           | Sheila                            | MC Leozinho                        | Mateus                             | MC Leozinho                        | Roça                               | Roça                               | Vencedora (Dia 88)     | 7               |
|                       | André                 | Ana Paula                          | Caco                             | Caco                              | Karina                             | Mateus                            | MC Leozinho                        | Igor                              | Sheila                             | Mateus                             | Mateus                             | Imune                              | Roça                               | 2º lugar (Dia 88)      | 11              |
|                       | Mateus                | Caco                               | Fazendeiro                       | Sheila                            | MC Leozinho                        | André                             | Maurício                           | Caco                              | Sheila                             | André                              | André                              | Roça                               | Roça                               | Eliminado (Dia 85)     | 11              |
|                       | Igor                  | MC Leozinho                        | Maurício                         | Fazendeiro                        | Xuxa                               | André                             | Caco                               | Caco                              | Mateus                             | Mateus                             | Fazendeiro                         | Roça                               | Eliminado (Dia 78)                 | Eliminado (Dia 78)     | 16              |
|                       | MC Leozinho           | Maria João                         | Xuxa                             | Andressa                          | Mateus                             | Fazendeiro                        | André                              | Fazendeiro                        | Karina                             | Fazendeiro                         | André                              | Eliminado (Dia 71)                 | Eliminado (Dia 71)                 | Eliminado (Dia 71)     | 9               |
|                       | Cacau                 | Caco                               | Caco                             | André                             | Fazendeira                         | Mateus                            | Karina                             | Igor                              | Fazendeira                         | Igor                               | Eliminada (Dia 64)                 | Eliminada (Dia 64)                 | Eliminada (Dia 64)                 | Eliminada (Dia 64)     | 3               |
|                       | Sheila                | Ana Paula                          | Igor                             | Andressa                          | Igor                               | André                             | Fazendeira                         | Caco                              | MC Leozinho                        | Eliminada (Dia 57)                 | Eliminada (Dia 57)                 | Eliminada (Dia 57)                 | Eliminada (Dia 57)                 | Eliminada (Dia 57)     | 4               |
|                       | Caco                  | Ana Paula                          | Maurício                         | André                             | Maurício                           | Igor                              | Maurício                           | Igor                              | Eliminado (Dia 50)                 | Eliminado (Dia 50)                 | Eliminado (Dia 50)                 | Eliminado (Dia 50)                 | Eliminado (Dia 50)                 | Eliminado (Dia 50)     | 15              |
|                       | Maurício              | Caco                               | Igor                             | Mateus                            | Igor                               | Igor                              | Karina                             | Eliminado (Dia 43)                | Eliminado (Dia 43)                 | Eliminado (Dia 43)                 | Eliminado (Dia 43)                 | Eliminado (Dia 43)                 | Eliminado (Dia 43)                 | Eliminado (Dia 43)     | 7               |
|                       | Xuxa                  | Igor                               | Igor                             | Cacau                             | Igor                               | Maurício                          | Eliminado (Dia 36)                 | Eliminado (Dia 36)                | Eliminado (Dia 36)                 | Eliminado (Dia 36)                 | Eliminado (Dia 36)                 | Eliminado (Dia 36)                 | Eliminado (Dia 36)                 | Eliminado (Dia 36)     | 5               |
|                       | Andressa              | Fazendeira                         | Igor                             | MC Leozinho                       | Igor                               | Eliminada (Dia 29)                | Eliminada (Dia 29)                 | Eliminada (Dia 29)                | Eliminada (Dia 29)                 | Eliminada (Dia 29)                 | Eliminada (Dia 29)                 | Eliminada (Dia 29)                 | Eliminada (Dia 29)                 | Eliminada (Dia 29)     | 2               |
|                       | Bombom                | Ana Paula                          | Caco                             | Caco                              | Eliminada (Dia 22)                 | Eliminada (Dia 22)                | Eliminada (Dia 22)                 | Eliminada (Dia 22)                | Eliminada (Dia 22)                 | Eliminada (Dia 22)                 | Eliminada (Dia 22)                 | Eliminada (Dia 22)                 | Eliminada (Dia 22)                 | Eliminada (Dia 22)     | 0               |
|                       | Maria João            | MC Leozinho                        | Igor                             | Eliminada (Dia 15)                | Eliminada (Dia 15)                 | Eliminada (Dia 15)                | Eliminada (Dia 15)                 | Eliminada (Dia 15)                | Eliminada (Dia 15)                 | Eliminada (Dia 15)                 | Eliminada (Dia 15)                 | Eliminada (Dia 15)                 | Eliminada (Dia 15)                 | Eliminada (Dia 15)     | 1               |
|                       | Ana Paula             | Caco                               | Eliminada (Dia 8)                | Eliminada (Dia 8)                 | Eliminada (Dia 8)                  | Eliminada (Dia 8)                 | Eliminada (Dia 8)                  | Eliminada (Dia 8)                 | Eliminada (Dia 8)                  | Eliminada (Dia 8)                  | Eliminada (Dia 8)                  | Eliminada (Dia 8)                  | Eliminada (Dia 8)                  | Eliminada (Dia 8)      | 4               |
|                       |                       |                                    |                                  |                                   |                                    |                                   |                                    |                                   |                                    |                                    |                                    |                                    |                                    |                        |                 |
| Notas                 | Notas                 | [1] [2]                            | (nenhuma)                        | [3]                               | (nenhuma)                          | (nenhuma)                         | (nenhuma)                          | [4]                               | [5]                                | (nenhuma)                          | (nenhuma)                          | [6]                                | [7]                                | (nenhuma)              |                 |
| Roça                  | Roça                  | Ana Paula Mateus Sheila            | Igor Maria João Xuxa             | Bombom Cacau Caco                 | Andressa Igor Mateus               | André Caco Xuxa                   | Cacau Karina Maurício              | Cacau Caco Igor                   | André Karina Sheila                | Cacau Karina Mateus                | André Karina MC Leozinho           | Igor Karina Mateus                 | André Karina Mateus                | André Karina           |                 |
| Eliminado             | Eliminado             | Ana Paula 61% para eliminar        | Maria João 51% para eliminar     | Bombom 46% para eliminar          | Andressa 45% para eliminar         | Xuxa 54% para eliminar            | Maurício 50% para eliminar         | Caco 42% para eliminar            | Sheila 48% para eliminar           | Cacau 60% para eliminar            | MC Leozinho 53% para eliminar      | Igor 50% para eliminar             | Mateus 54% para eliminar           | André 44% para vencer  |                 |
| Outros                | Outros                | Mateus Não divulgado para eliminar | Igor Não divulgado para eliminar | Cacau Não divulgado para eliminar | Igor Não divulgado para eliminar   | André Não divulgado para eliminar | Cacau Não divulgado para eliminar  | Cacau Não divulgado para eliminar | André Não divulgado para eliminar  | Karina Não divulgado para eliminar | André Não divulgado para eliminar  | Karina Não divulgado para eliminar | André Não divulgado para eliminar  | Karina 56% para vencer |                 |
| Outros                | Outros                | Sheila Não divulgado para eliminar | Xuxa Não divulgado para eliminar | Caco Não divulgado para eliminar  | Mateus Não divulgado para eliminar | Caco Não divulgado para eliminar  | Karina Não divulgado para eliminar | Igor Não divulgado para eliminar  | Karina Não divulgado para eliminar | Mateus Não divulgado para eliminar | Karina Não divulgado para eliminar | Mateus Não divulgado para eliminar | Karina Não divulgado para eliminar | Karina 56% para vencer |                 |

## Classificação geral
| Pos. | Participante            | Meio de indicação     | % para eliminar | Eliminado em |
| ---- | ----------------------- | --------------------- | --------------- | ------------ |
| 1    | Karina Bacchi           | Finalista             | 56%             | —            |
| 2    | André Segatti           | Finalista             | 44%             | —            |
| 3    | Mateus Rocha            | Participante Restante | 54%             | Semana 12    |
| 4    | Igor Cotrim             | Desafio Semanal       | 50%             | Semana 11    |
| 5    | MC Leozinho             | Fazendeiro (Igor)     | 53%             | Semana 10    |
| 6    | Cacau Melo              | Desafio Semanal       | 60%             | Semana 9     |
| 7    | Sheila Mello            | Peões (2 votos)       | 48%             | Semana 8     |
| 8    | Caco Ricci              | Fazendeiro (Leozinho) | 42%             | Semana 7     |
| 9    | Maurício Manieri        | Peões (3 votos)       | 50%             | Semana 6     |
| 10   | Fernando Scherer (Xuxa) | Fazendeiro (Leozinho) | 54%             | Semana 5     |
| 11   | Andressa Oliveira       | Desafio Semanal       | 45%             | Semana 4     |
| 12   | Adriana Bombom          | Desafio Semanal       | 46%             | Semana 3     |
| 13   | Maria João Abujamra     | Desafio Semanal       | 51%             | Semana 2     |
| 14   | Ana Paula Oliveira      | Peões (4 votos)       | 61%             | Semana 1     |

## Audiência
O programa estreou com uma média de 19 pontos no IBOPE, alcançando a liderança.
A final obteve média de 18 pontos e picos de 22, também alcançando a liderança .